# 広異記 (王通明)
『広異記』（こういき）は、晩唐以前に成立した推定志怪集。
撰者は王通明（おうつうめい）。但し、存世の時代や本貫、経歴の一切は不明であり、従って本書の成立年代も不明で、唐の懿宗の咸通初年頃（基督教暦9世紀中半）の成著と考えられる樊綽（はんしゃく）『蛮書』（ばんしょ）巻10に本書を引いて槃瓠の神話を叙しているのでそれ以前の成立であった事しか判らず、更に、その槃瓠神話の僅か1条が確かな逸文として知られるのみで全体の内容や巻数も明らかでないが、その1条から敷衍すると古代の神話を集めた志怪集であったとも推定出来る。
なお、『太平御覧』巻921や呉淑（ごしゅく）撰注『事類賦』（じるいふ）巻19、董斯張（とうしちょう）纂『広博物志』（こうはくぶつし）巻42等が『広異記』からとして引く赤帝女（せきていじょ）の帝女桑神話も古代神話という共通性から槃瓠神話同様本書の逸文である可能性がある。